# Pseudospiridentopsis horrida
Pseudospiridentopsis horrida là một loài rêu trong họ Trachypodaceae. Loài này được (Mitt. ex Cardot) M. Fleisch. mô tả khoa học đầu tiên năm 1908.